# 芳堤娜堡
芳堤娜堡（英語：Fort Frontenac）曾经是一座法国贸易站和军事堡垒，建于1673年7月，位于卡塔拉基河河口，圣劳伦斯河在此流出安大略湖（现在是拉萨尔堤道（La Salle Causeway）的西端），这个地方传统上被称为卡塔拉基，今天是加拿大安大略省的金斯顿。最初的堡垒是一座简朴的木栅栏建筑，称为“卡塔拉基堡”，（Fort Cataraqui）但后来以修建堡垒的新法兰西总督路易·德·比阿德·德·弗龙特纳克的名字命名。它于1689年被废弃并夷为平地，1695年重建。
在七年战争期间，英国人于1758年摧毁了堡垒，其废墟被遗弃，1783年英国人又重建。1870–71年，堡垒移交给加拿大军队，继续使用。